# 哈尔滨东正教
哈尔滨东正教随着的东清铁路修建而传入。俄罗斯正教会是俄罗斯帝国的国教。1898年，在哈尔滨的一支东清铁路筑路队中的契阔夫司祭于8月3日（星期天）在香坊霍尔瓦特庄园（即田家烧锅）附近用苇席搭成简易教堂，首次举行东正教礼拜仪式。

## 教派
东清铁路沿线的东正教为俄罗斯正教派，实为革新派。此外还有18世纪流亡到中国东北的莫洛干派，以及阿尔明尼亚东方希腊旧教。

## 神职人员
- 1922年，哈尔滨独立教区成立，管辖3个行政省区信徒。麦弗基·英鸿甫是哈尔滨教区首任主教，1920年起在圣母领报教堂、圣·尼古拉中央大教堂任职駐堂。著有《神职人员的宗教活动》、《圣像显灵预兆》、《关于教会的分歧点》等宗教文学作品。
- 1931年3月28日，麦弗基主教病逝，哈尔滨由都主教区降为大主教区，梅列基（页面存档备份，存于） (Мелетий (Заборовский；1868-1946) 任大主教。在此期间，哈尔滨东正教发展迅速。
- 1950年8月，哈尔滨大主教区改为中国东正教会哈尔滨分会。亚尼基塔·王玉林神父(1950-1967)担任司祭。1955年，莫斯科牧首区承认中国东正教会有自主地位，1956年，自主的中华东正教会成立，王玉林为主席。1967年，王玉林神父於文化大革命中被处死。文化大革命期间，哈尔滨所有东正教活动被终止，教堂被挪为他用或拆除。神职人员被批斗或被要求劳动改造。
- 1984年的圣母帡幪节(10月14日)，中国政府允许格里高利·朱世朴（俄语：Чжу, Григорий）神父于哈尔滨圣母帡幪教堂举行东正教礼拜，为当时唯一的有东正教礼拜的教堂。2000年，朱世朴神父逝世，哈尔滨圣母帡幪教堂宗教仪式中止。
- 俄罗斯东正教的督主教伊拉里雍与牧首基里尔_(莫斯科大牧首)访问中国期间曾在哈尔滨圣母帡幪教堂、上海圣尼古拉堂及北京圣母安息主教教堂举行事奉圣礼。
- 2016年复活节，自俄罗斯学习神学的中国籍东正教神父亚历山大·施余正神父 (或称余石神父) 成为哈尔滨圣母帡幪教堂的驻堂神父，并恢复定期举行东正教仪式。

## 教堂

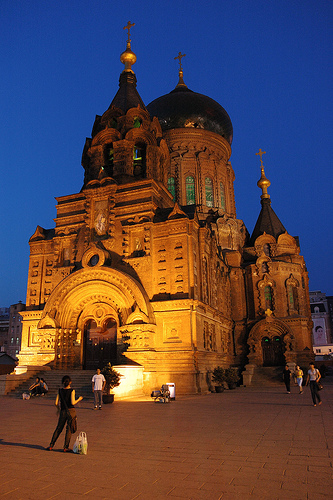
圣·索菲亚教堂

1899年3月，哈尔滨第一座东正教堂——香坊圣·尼古拉教堂在香坊军政街（现香政街）建成。第二年，在南岗新市街中心广场（现博物馆广场）修建了著名的圣·尼古拉中央大教堂。到1908年，哈尔滨有东正教堂7座，东清铁路沿线共有教堂14座。到1930年，哈尔滨共有东正教堂23座。
1959年，俄罗斯大量宗教人员及移民离开哈尔滨，宗教活动日益减少。文化大革命期间，已开放的6座教堂被全部关闭。
1984年10月14日，哈尔滨东正教堂重新开放，宗教活动恢复。
- 香坊圣·尼古拉教堂: 文化大革命中被拆除。
- 圣·尼古拉中央大教堂: 文化大革命期間被拆除，近期遊樂園業者另地重建，但僅做觀光用。
- 圣母领报教堂: 文化大革命期間被拆除，已不存在。
- 圣·伊维尔教堂: 文革期间洋蔥頭尖塔被拆除，遺址尚存。2017年在哈尔滨站扩建时修复。 （页面存档备份，存于） （页面存档备份，存于）
- 圣·索菲亚教堂: 改為哈爾濱建築博物館。
- 圣·阿列克谢耶夫教堂: 被改為天主教愛國會天主堂。
- 圣母帡幪教堂: 中國政府許可舉行東正教禮拜。
- 圣母安息教堂: 洋蔥頭尖塔被拆除，遺址尚存。
- 慈心院·王冠致命堂: 在孤兒院內，紀念被殺的沙皇尼古拉二世與第一位南斯拉夫皇帝亞歷山大一世。文化大革命中被拆除。
- 慈心院·眾哀傷者之歡樂母聖像教堂: 在東正教哈爾濱孤兒院內，供奉眾哀傷者之歡樂上帝之母聖(Mother of God Joy of All Who Sorrow)像。文化大革命中被拆除。